# Leśmierz
Leśmierz [pronunciación en polaco: /ˈlɛɕmjɛʂ/] es un pueblo ubicado en el distrito administrativo de Gmina Ozorków, dentro del condado de Zgierz, Voivodato de Łódź, en el centro de Polonia.

## Ubicación
Se encuentra a unos 6 kilómetros al norte de Ozorków, 21 kilómetros al noroeste de Zgierz, y a 29 kilómetros al noroeste de la capital regional Łódź.
El pueblo tiene una población de 990 habitantes.